# Theodor-Billroth-Straße (Bremen)
Die Theodor-Billroth-Straße ist eine zentrale Durchgangsstraße in Bremen, Stadtteil Obervieland, Ortsteil Kattenturm. Sie führt überwiegend in West-Ost-Richtung von der Kattenturmer Heerstraße bis zur Alfred-Faust-Straße.
Die Querstraßen und Anschlussstraßen wurden u. a. benannt als Kattenturmer Heerstraße nach dem Catteneschnertorme von 1390 bzw. Kattenthorn, Auf dem Beginenlande nach den ehelosen Frauen, die als christliche Gemeinschaft in Bremen in zwei Beginenhäusern lebten, Senator-Weßling-Straße nach dem Politiker (SPD) und Gesundheitssenator Karl Weßling (1911–1968), Robert-Koch-Straße nach dem Mediziner und Mikrobiologen (1843–1910), Emanuel-Backhaus-Straße 1968 nach dem Rechtsanwalt (1884–1958), Politiker (NSDAP) und Präsident der Bremischen Bürgerschaft, der 1933 aus Protest seine Ämter niederlegte, Eichelnkämpe nach einer Flurbezeichnung, Cato-Bontjes-van-Beek-Platz nach der Widerstandskämpferin (1920–1943) und Alfred-Faust-Straße nach dem Redakteur, sozialdemokratischen Politiker Alfred Faust (1883–1961); ansonsten siehe beim Link zu den Straßen.

## Geschichte

### Name
Die Theodor-Billroth-Straße wurde benannt nach dem bedeutenden Chirurgen Theodor Billroth (1829–1894).
Er wird allgemein als der Begründer der modernen Bauchchirurgie und Pionier der Kehlkopfchirurgie sowie der Bakteriologie angesehen.

### Entwicklung
Das Vieland war ein flaches, sumpfiges Land, das ab 1201 teilweise kultiviert wurde. Im 14. Jahrhundert errang Bremen die Landesrechte. 1812 hatte Kattenturm nur um bis 15 Einwohner. Der Ortsteil Kattenturm war vor 1960 eher dörflich geprägt, hat aber heute (2009) 13.029 Einwohner. 1962 wurde Obervieland ein Stadtteil. Die Theodor-Billroth-Straße wurde im Rahmen der Bauentwicklung in den 1960er Jahren die zentrale Durchgangsstraße mit dem Zentrum für den Orts- und Stadtteil. Im südlichen Bereich entstand ab 1968 das Klinikum Links der Weser der Stadt Bremen.

### Verkehr
Die damalige Straßenbahnlinie 1 (seit 1998 Linie 4) wurde 1973 vom Arsterdamm weiter bis Kattenturm und Arsten verlängert.
Die Straßenbahn Bremen fährt heute mit der Linie 4  (Arsten – Lilienthal) teils neben der Straße.
Im Nahverkehr in Bremen durchfährt die Straße die Buslinien 51 (Huckelriede ↔ Kattenturm Klinikum Links der Weser), 53 (Huckelriede ↔ Brinkum). Das Zentrum wir zudem von den Buslinien 22 (Kattenturm-Mitte ↔ Universität-Ost), 29 (Kattenturm-M. ↔ Neue Vahr) und 52 (Huchting ↔ Kattenturm) erreicht.

## Gebäude und Anlagen

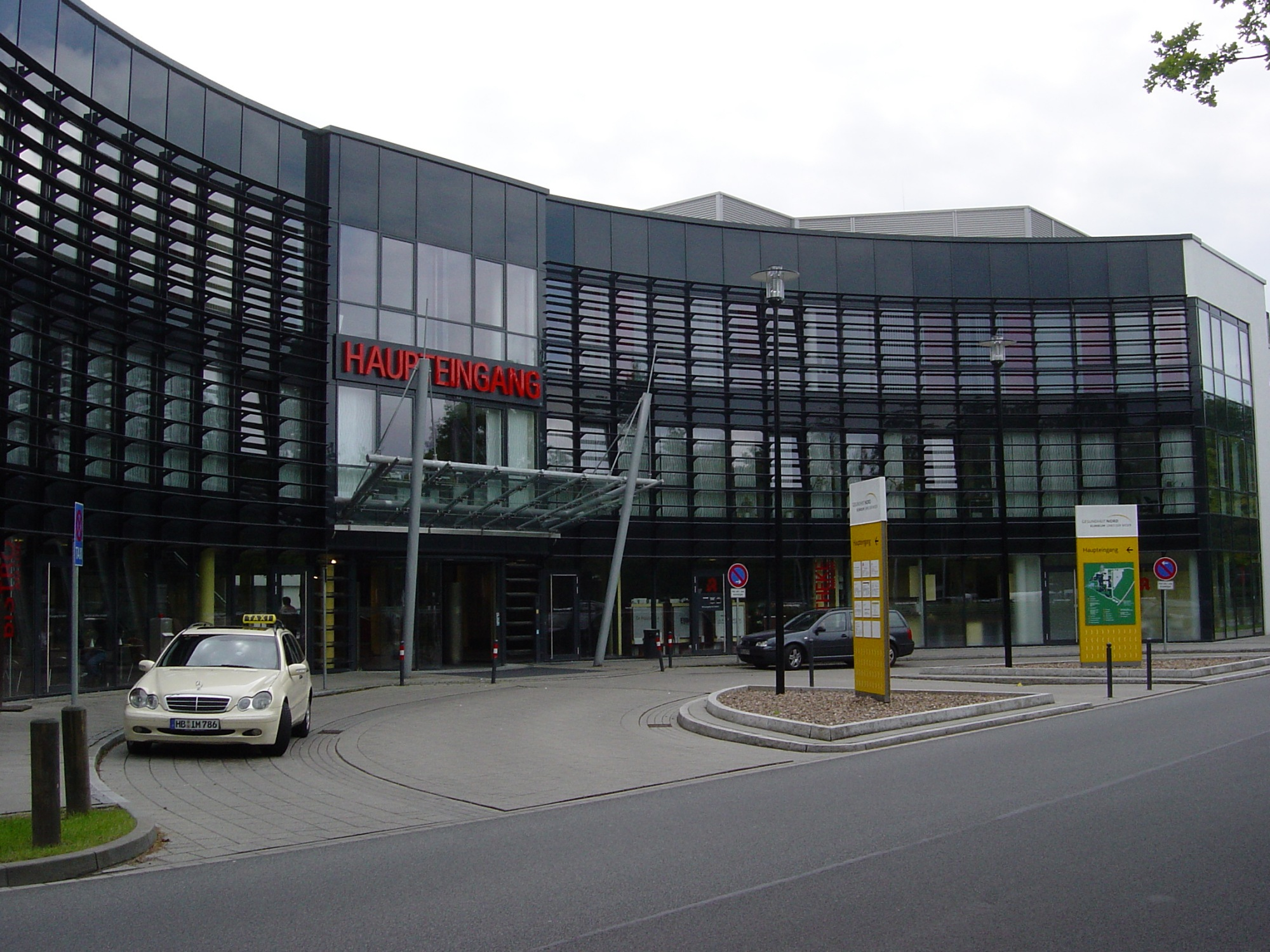
Haupteingang Klinikum Links der Weser

An der Straße stehen überwiegend zwei- und viergeschossige Gebäude sowie mehrere Hochhäuser.
Erwähnenswerte Gebäude und Anlagen
Südseite
- Nr. 5/7: 2-gesch. Gebäudegruppe mit einem Neubauteil der Allgemeinen Berufsbildenden Schule (ABS Obervieland / Theodor-Billroth-Straße) sowie Räume der Bremer Volkshochschule VHS-Süd; hier war früher von um 1966 bis um 2010 eine Hauptschule und das  Förderzentrum Obervieland
- Nr. 33 und 43: Zwei 8-gesch. Wohnhochhäuser der 1960er Jahre
- Nr. 19 bis 63: sechs 4-gesch. Wohnhäuser der 1960er Jahre
- Senator-Weßling-Straße: Klinikum Links der Weser mit 10 Fachabteilungen in mehreren 2- bis 10-gesch. Gebäuden für um 480 Betten
- Nr. 67/71 und Emanuel-Backhaus-Straße: Sechs 4-gesch. Wohnhäuser der 1970er Jahre
- Nr. 77 bis 105: 2-gesch. verklinkerte Reihenhäuser
- Nr. 127/129, Eckhaus Eichelnkämpe 1–9: 4-gesch. verklinkertes Wohn- und Geschäftshaus
- Cato-Bontjes-van-Beek-Platz: Spielplatz

Nordseite
- Eckhaus Kattenturmer Heerstraße Nr. 156–162: 3-gesch. neues (um 2015) Reha-Haus
- Nr. 14–20 bis Robert-Koch-Straße: Mehrere 4-gesch. verklinkerte Wohnhäuser
- Nr. 38/48: Zentrum Kattenturm mit 8- und 12-gesch. Wohn- und Geschäftshäuser und 1- bis 2-gesch. Einkaufszentrum sowie Stadtteilhaus Kattenturm und Straßenbahnhaltestation
- Nr. 100, Gorsmannstraße bis Alfred-Faust-Straße und Hermann-Entholt-Straße: 3-gesch. Einkaufs- und Dienstleistungszentrum (u. a. Post, Postbank, Sparkasse Bremen) mit zwei 14-gesch. Wohnhochhäusern

Kunst im öffentlichen Raum:
- Skulptur Sonne aus Bronze von Paul Halbhuber von 1970